# Thibaudia pennellii
Thibaudia pennellii är en ljungväxtart som beskrevs av A. C. Smith. Thibaudia pennellii ingår i släktet Thibaudia och familjen ljungväxter. Inga underarter finns listade i Catalogue of Life.